# Аахенський автовокзал

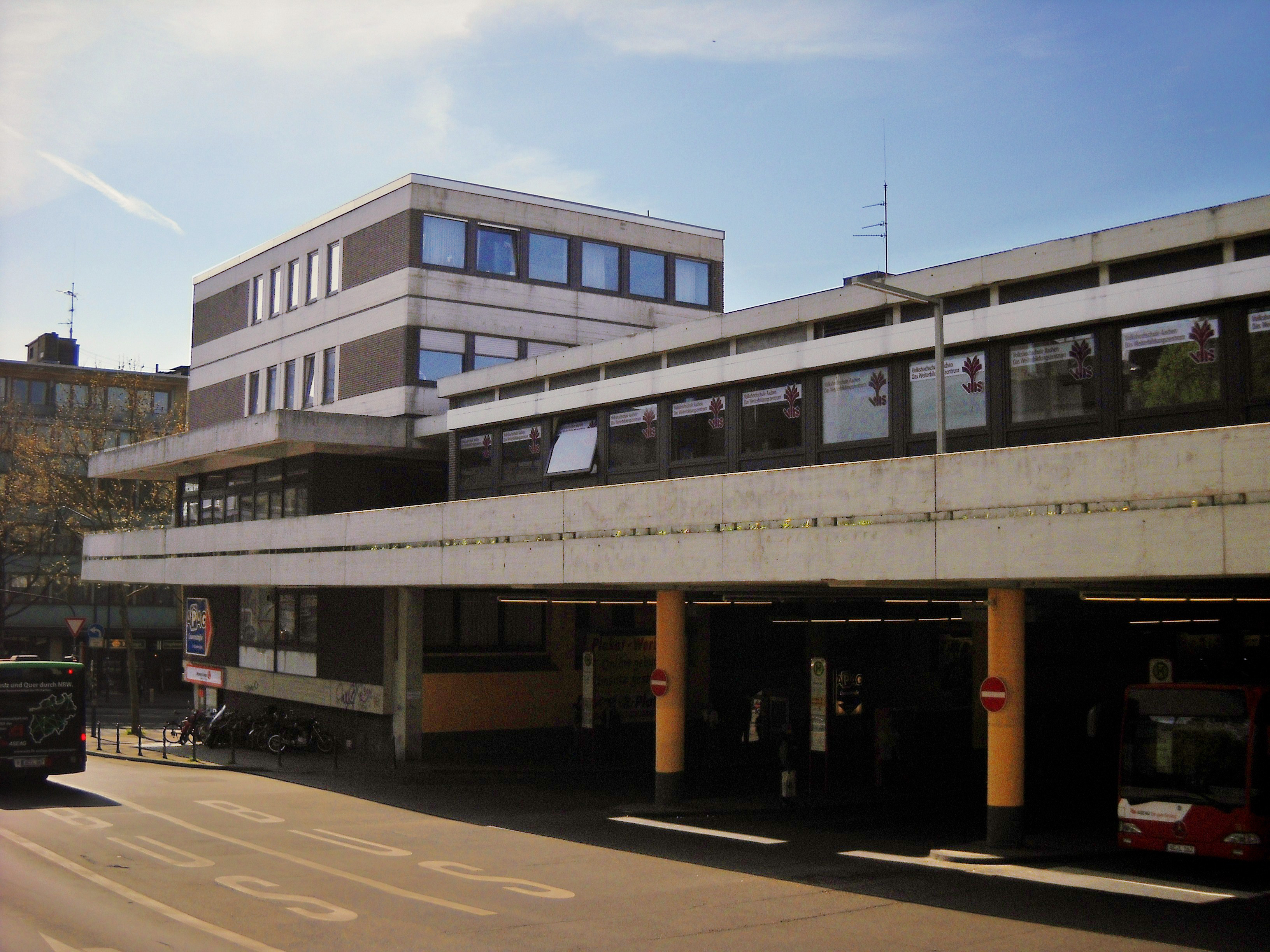
Аахенський автовокзал

Аахенський автовокзал — центральний автовокзал міста Аахен, Німеччина; важливий транспортний вузол міського регіону Аахен.